# Enrico Benzing

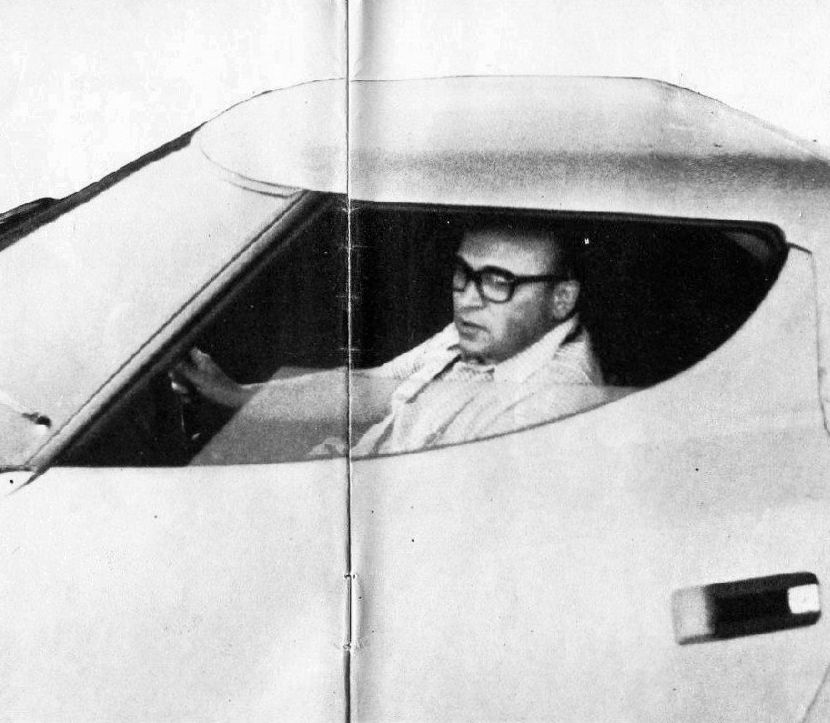
Enrico Benzing (1972)

Enrico Benzing (Milaan, 17 juni 1932) is een Italiaans ingenieur en een journalist, zoon van de schrijver Mario Benzing. 
Na het bestuderen van techniek en aerodynamica, schreef hij voor de dagelijkse krant "La Gazzetta dello Sport" als de motoring-Redacteur en van Formule 1. Sinds 1974 schrijft hij voor "Il Giornale", gecreëerd door Indro Montanelli, met kritieke en technische bijdragen over de rassen van Formule 1. Hij was Technische Scrutineer van de Italiaanse Federatie van het Motorrijden tijdens verscheidene moto-Reizen van Italië en hij vertegenwoordigde Italië in de Technische Commissie van Fédération Internationale de l'Automobile. In 1963 was hij de eerste winnaar van de Prijs "Dino Ferrari". In 1977 heeft hij "Premiolino" voor een lepel over Enzo Ferrari gewonnen. Lid van de "British Society of Engineers", heeft hij vele vleugels voor rasauto's, ook Formule 1 ontworpen, en hij heeft twaalf boeken gepubliceerd: onder hen, monografieën over enige auto's, wetenschappelijke verhandelingen over motor-technologie, aerodynamica ("Ali/Wings", Milaan, 1992, tweetalige Italiaans-Engels) en een verhandeling over de relaties tussen aerodynamica en macht in de ras-auto's ("Dall'aerodinamica alla potenza in Formule 1. Mezzo secolo di motori in analisi ", Milaan, 2004) met het originele algoritme, dat door de auteur wordt uitgevonden, de macht van aerodynamica te berekenen.